# ایوالدو فابیانو
ایوالدو فابیانو (به پرتغالی: Evaldo dos Santos Fabiano) مدافع اهل برزیل است که در شهر Rio Piracicaba و در تاریخ ۱۸ مارس ۱۹۸۲ به دنیا آمده‌است.
ایوالدو فابیانو در تیم‌های فوتبال Atlético Paranaense سابقهٔ حضور دارد.